# ساندرا رولفس
ساندرا الیزابت روئلوفس-ساکاشویلی (همچنین به شکل ساکاشویلی نوشته می‌شود؛  née روئلوفس؛ زادهٔ ۲۳ دسامبر ۱۹۶۸) یک فعال و دیپلمات مردم هلندی-گرجستان است که از سال ۲۰۰۴ تا ۲۰۱۳، زمانی که همسرش میخیل ساکاشویلی رئیس‌جمهور گرجستان بود، بانوی اول گرجستان بود.

## زندگی‌نامه
روئلوفس در ترنئوزن، هلند به دنیا آمد. در سال ۱۹۹۱، او مدرک خود را در رشته زبان‌های فرانسوی و آلمانی از اراسموس هاگسکول در بروکسل گرفت و در سال ۱۹۹۳ در دوره‌های مؤسسه بین‌المللی حقوق بشر در استراسبورگ شرکت کرد. او در سال ۱۹۹۳ با میخیل ساکاشویلی در استراسبورگ آشنا شد و در همان سال به نیویورک رفت و در آنجا در دانشگاه کلمبیا و یک شرکت حقوقی هلندی مشغول به کار شد. در سال ۱۹۹۶، این زوج به گرجستان رفتند، جایی که روئلوفس برای کمیته بین‌المللی صلیب سرخ و کنسولگری پادشاهی هلند در تفلیس کار کرد.
از سال ۱۹۹۹ تا ۲۰۰۳، روئلوفس به عنوان مدرس زبان فرانسوی در دانشگاه دولتی تفلیس فعالیت کرد و همچنین به عنوان خبرنگار رادیویی برای رادیو هلند کار می‌کرد. روئلوفس به جز زبان مادری‌اش زبان هلندی، به زبان‌های فرانسوی، انگلیسی، آلمانی، روسی و زبان گرجی تسلط دارد.
روئلوفس در ژانویه ۲۰۰۸ تابعیت گرجی را به دست آورد و هم‌اکنون شهروند دوگانه هلندی-گرجستانی است.

## یادداشت
1. ↑  تلفظ در هلندی: [ˈsɑndra: ʔe:ˈlisa:bɛt ˌrulɔf sa:kɑɕˈfili]; گرجی: სანდრა ელისაბედ სააკაშვილი-რულოვსი, آوانگاری: [ˈsandɾa elisaˈbed saakʼaˈʃʷili ˈrulofsi]; اوکراینی: Сандра Елісабет Рулофс-Саакашвілі, آوانگاری: [ˈsɑndrɐ el⁽ʲ⁾isɐˈbɛt ˈrulofs sɐɐkɐʃˈwil⁽ʲ⁾i].